# 이즈미르주

이즈미르주의 위치

이즈미르주(튀르키예어: İzmir ili)는 튀르키예 서부에 위치한 주로, 에게해 지역에 속한다. 주도는 이즈미르이며 면적은 11,973km2, 인구는 3,769,000명(2007년 기준), 자동차 번호는 35번, 시외전화 지역번호는 0232번이다. 서쪽으로는 에게해, 북쪽으로는 발리케시르주, 동쪽으로는 마니사주, 남쪽으로는 아이든주와 접하며 30개 군을 관할한다.

## 인구
| 연도    | 인구      | ±% p.a. |
| ------- | --------- | ------- |
| 1990    | 2,694,770 | —       |
| 2000    | 3,370,866 | +2.26%  |
| 2011    | 3,952,036 | +1.46%  |
| 2018    | 4,320,519 | +1.28%  |
| source: |           |         |

## 같이 보기
- 2020년 에게해 지진